# Stefan Kaminsky (Schauspieler)
Stefan Kaminsky (* 1977 in Ost-Berlin) ist ein deutscher Schauspieler, Synchronsprecher, Hörspiel- und Hörbuchsprecher und Regisseur.

## Leben und Karriere
Stefan Kaminsky absolvierte von 1997 bis 2001 sein Schauspielstudium an der Hochschule für Schauspielkunst „Ernst Busch“ in Berlin. Während des Studiums gastierte er bereits am Maxim-Gorki-Theater in Berlin.
Sein erstes Festengagement hatte er ab 2001 am Schauspiel Leipzig, wo er zahlreiche Rollen des klassischen und modernen Theaterrepertoires interpretierte. Er trat dort u. a. in Stücken von William Shakespeare, Friedrich Schiller, Heinrich von Kleist, Arthur Miller, Samuel Beckett und Heiner Müller auf. 2005 und 2006 wurde Kaminsky für seine Rollen in Zement und Endspiel von der Zeitschrift Theater heute als „Bester Nachwuchsschauspieler Deutschlands“ nominiert.
Mit Beginn der Spielzeit 2008/09 wechselte Kaminsky fest ans Staatsschauspiel Dresden. Von 2009 bis 2011 gehörte er zum Ensemble am Düsseldorfer Schauspielhaus, wo er mit Amélie Niermeyer, Stephan Rottkamp und Tina Lanik zusammenarbeitete.
Seit 2012 arbeitet Kaminsky freischaffend als Gast, u. a. am Staatsschauspiel Stuttgart (2012–2013), am Theater Gera/Altenburg (Spielzeit 2011/12), am Deutschen Nationaltheater Weimar (Spielzeit 2012/13), am Staatstheater Wiesbaden (Spielzeit 2013/14) und realisiert verschiedene freie Projekte.
2017 spielte er bei den Bad Hersfelder Festspielen die Hauptrolle des „smarten“ Richard Hannay in einer Bühnenfassung des Hitchcock-Klassikers Die 39 Stufen.
Neben seiner Arbeit am Theater ist Kaminsky regelmäßig auch für Film und Fernsehen tätig. Er spielte in Kinofilmen (u. a. Ballon, Regie: Bully Herbig), Krimi- und Actionformaten wie Tatort, Alarm für Cobra 11 – Die Autobahnpolizei und Heiter bis tödlich: Henker & Richter. Mehrfach war er in der ZDF-Krimiserie SOKO Leipzig zu sehen. In der 2. Staffel der TV-Serie Charité (2019) übernahm Kaminsky die Episodenrolle des Oberkriegsgerichtsrats Kutzner. In der 22. Staffel der Fernsehserie In aller Freundschaft (2019) war er in einer Episodennebenrolle als Sensationsreporter Julius Heldt besetzt.
Kaminsky arbeitet seit 2005 regelmäßig als Sprecher für Synchron, Hörfunk, Hörbuch und Voice-Over. Er nahm Hörbücher mit Werken u. a. von David Park, Christoph Poschenrieder, Marco Balzano, Katja Kulin, Kevin Macdonald, Dan Jones, Stefan Zweig, Uwe Tellkamp und Khaled Hosseini auf. Als Synchronsprecher leiht er im Hauptcast u. a. Ralph Ineson, Carl Anthony Payne II. oder Aidan McArdle seine Stimme. Als Werbesprecher ist er für Mercedes-Benz, Garmin, Nescafé und C&A tätig.
Kaminsky ist Dozent für Schauspiel am Thomas Bernhard Institut der Universität Mozarteum, an der Universität der Künste Berlin, der Hochschule für Musik und Theater „Felix Mendelssohn Bartholdy“ Leipzig und der Theaterakademie Sachsen. Als Regisseur wirkte er bei den LANDschafftTheater-Projekten in Bad Düben.
Kaminsky lebt in Leipzig.

## Theaterrollen (Auswahl)
- 2000: Maria Magdalena, Rolle: Karl, Regie: Mark Zurmühle, Maxim-Gorki-Theater
- 2002: Schade, dass sie eine Hure war, Rolle: Borghetto, Regie: Markus Dietz, Schauspiel Leipzig
- 2002: Maria Stuart, Rolle: Mortimer, Regie: Karin Henkel, Schauspiel Leipzig
- 2002: Tod eines Handlungsreisenden, Rolle: Biff, Regie: Markus Dietz, Schauspiel Leipzig
- 2003: Troilus und Cressida, Rolle: Achilles, Regie: Wolfgang Engel, Schauspiel Leipzig
- 2004: Tango von Sławomir Mrożek, Rolle: Artur, Regie: Philip Tiedemann, Schauspiel Leipzig
- 2004: Ein Volksfeind, Rolle:  Billing, Regie: Antoine Uitdehaag, Schauspiel Leipzig
- 2005: Was ihr wollt, Rolle: Malvolio, Regie: Antoine Uitdehaag, Schauspiel Leipzig
- 2005: Endspiel, Rolle: Clov, Regie: Markus Dietz, Schauspiel Leipzig
- 2006: Zement, Rolle: Sergej Iwagin, Regie: Konstanze Lauterbach, Schauspiel Leipzig
- 2006: Der zerbrochne Krug, Rolle: Gerichtsrat Walter, Regie: Deborah Epstein, Schauspiel Leipzig
- 2008: Maria Stuart, Rolle: Leicester, Regie: Hermann Schein, Staatsschauspiel Dresden
- 2008: König Lear, Rolle: Herzog von Cornwall, Regie: Holk Freytag, Staatsschauspiel Dresden
- 2009: Wilhelm Tell, Rolle: Rudenz, Regie: Wolfgang Engel, Staatsschauspiel Dresden
- 2009:  Minna von Barnhelm, Rolle: Major von Tellheim, Regie: Amélie Niermeyer, Düsseldorfer Schauspielhaus
- 2010: Endstation Sehnsucht, Rolle: Mitch, Regie: Stephan Rottkamp, Düsseldorfer Schauspielhaus
- 2011/12: Hamlet, Rollen: Geist/Totengräber/Fortinbras, Regie: Tilman Gersch, Theater Gera/Altenburg
- 2012/13: Tartuffe, Rolle: Cléante, Regie: Claudia Bauer, Staatsschauspiel Stuttgart
- 2012/13: Schiwagos Odyssee, nach Motiven des Romans Doktor Schiwago von Boris Pasternak, Rolle: Strelnikow, Regie: Konstanze Lauterbach, Deutsches Nationaltheater Weimar
- 2013/14: Die Jungfrau von Orleans, Rollen: Burgund/La Hire/Claude Marie, Regie: Tilman Gersch, Staatstheater Wiesbaden
- 2017: Die 39 Stufen, Rolle: Richard Hannay, Regie: Patrick Schimanski, Bad Hersfelder Festspiele.

## Filmografie (Auswahl)
- 1993: Inge, April und Mai (Spielfilm)
- 1995: Nikolaikirche (Fernsehfilm)
- 2003–2022: SOKO Leipzig (Fernsehserie, elf Folgen, verschiedene Rollen)
- 2006: Dresden (Fernsehfilm)
- 2007: Tatort: Die Anwältin (Fernsehreihe)
- 2007: Ein Fall für Nadja (Fernsehserie, Folge Zurück im Leben)
- 2010: Alarm für Cobra 11 – Die Autobahnpolizei: Der Anschlag (Fernsehserie, eine Folge)
- 2011: Der letzte schöne Tag (Fernsehfilm)
- 2012: Heiter bis tödlich: Henker & Richter – Abführmittel (Fernsehserie, eine Folge)
- 2012; 2019: In aller Freundschaft (Fernsehserie, zwei Folgen, verschiedene Rollen)
- 2018: Ballon (Kinofilm)
- 2019: Charité: Verschüttet (Fernsehserie, eine Folge)
- 2022: Der Ranger – Paradies Heimat: Himmelhoch (Fernsehreihe)
- 2022: Hubert ohne Staller – Mord mit 1600 Umdrehungen (Fernsehserie, eine Folge)

## Hörbücher (Auswahl)
- 2023: Benjamín Labatut: Maniac, der Hörverlag, ISBN 978-3-8445-5029-0
- 2023: Ben Bauhaus: Blutschach / Killerverse / Puppenruhe, Lübbe Audio, ISBN 978-3-7540-1087-7 (Hörbuch Download)
- 2024: Stefanie Rietzler & Fabian Grolimund: Erfolgreich lernen mit ADHS und ADS, Argon Verlag & BookBeat, ISBN 978-3-7324-7545-2
- 2024: Sam Holland: The Twenty, der Audio Verlag & Audible, ISBN 978-3-7424-3286-5 (Hörbuch-Download)